# Pseuderanthemum huegelii
Pseuderanthemum huegelii är en akantusväxtart som beskrevs av Karl Moritz Schumann. Pseuderanthemum huegelii ingår i släktet Pseuderanthemum och familjen akantusväxter. Inga underarter finns listade i Catalogue of Life.